# Styringomyia nigrosternata
Styringomyia nigrosternata är en tvåvingeart som beskrevs av Alexander 1931. Styringomyia nigrosternata ingår i släktet Styringomyia och familjen småharkrankar. Inga underarter finns listade i Catalogue of Life.